# 井上村 (長野県)
井上村（いのうえむら）は長野県上高井郡にあった村。現在の須坂市の南西端、千曲川右岸にあたる。

## 地理
- 河川：千曲川、百々川、鮎川

## 歴史
- 1889年（明治22年）4月1日 - 町村制の施行により、井上村・幸高村・福島村・中島村・九反田村・米持村の区域をもって発足。
- 1955年（昭和30年）1月1日 - 須坂市に編入。同日井上村廃止。

## 交通

### 鉄道路線

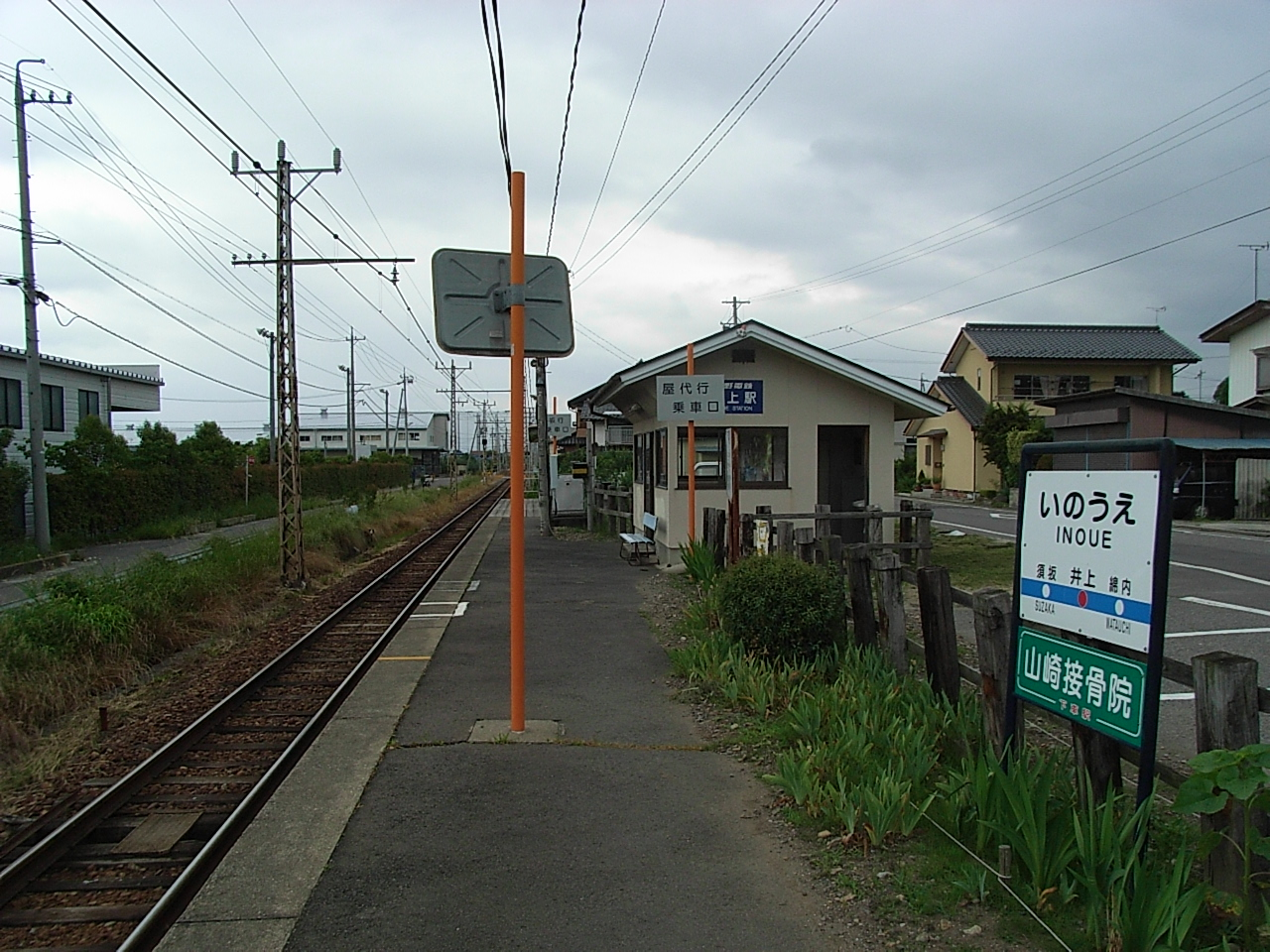
井上駅（2009年）

- 長野電鉄
  - 河東線（廃止時は屋代線）
    - 井上駅

### 道路
- 谷街道（現・国道403号）

現在は旧村域に上信越自動車道の須坂長野東インターチェンジが所在するが、当時は未開通。